# Дандара
Данда́ра (араб. دندرة‎ Dandarah; копт. ⲛⲓⲧⲉⲛⲧⲱⲣⲓ, «поселение богини (Хатхор)»; др.-греч. Τεντύρα; Дендера) — город в Египте на западном берегу Нила, в 5 километрах от Кены на противоположном берегу; располагается в 60 км от Луксора.
В древности — Тентира, столица VI нома Верхнего Египта и центр культа богини Хатхор. Её храмовый комплекс, впервые исследованный Мариетом, отлично сохранился со времён последних Птолемеев; достраивал его римский император Тиберий.

## История
Древнее кладбище недалеко от стен храма Хатхор свидетельствует о населённости области ещё в додинастический период. Мастабы Древнего Царства и Первого Переходного Периода были богато украшены иероглифическими надписями и являются важным источником информации. Прочие захоронения датированы римской и птолемеевской эпохами.
В Древнем Египте местность была известна под названием Иунет. В эллинистический период Тентира был столицей VI (Тентирского) нома (септа) Верхнего Египта. Древние верили, что имя городу было даровано самой богиней Хатхор, почитаемой в этих краях. Однако официальным символом города считался крокодил, как и во многих других египетских городах. Этот аспект нередко становился причиной ревностных конфликтов, как например с жителями города Омбо.
В эпоху римского владычества город Тентирис стал частью провинции Фиваида и религиозным центром Птолемаиды. Немного сохранилось информации об истории христианства в регионе, известны имена двух святителей того времени — Пахомия Великого (нач. IV в.) и его сподвижника Серапиона, основавшие первый общежитийный монастырь в Тавенисси. Епископское управление было восстановлено под именем Тентира в 1902 году, но пост с 1972 года остаётся вакантным.
Современное название Дандара город получил в поздний период Османского владычества.

## Храмовый комплекс
Протяжённостью 79 м комплекс возведён из песчаника, занимает площадь ок. 40000 квадратных метров и окружён кирпичной стеной. Возведение комплекса относится к периоду Птолемеев и завершилось при римском императоре Тиберии. Однако под основанием храмов находятся здания предыдущих эпох, древнейшие могут быть отнесены к царствованию строителя Великой пирамиды — Хуфу (ок. 2613 — ок. 2494 гг. до н. э.). Известно о реставрационных работах при фараоне Пиопи I.